# Amed SFK
Amed Sportif Faaliyetler Kulübü, met stamnummer 000258, is een sportclub opgericht in Diyarbakır, Turkije.
De clubkleuren zijn groen, rood en wit. De thuisbasis van de voetbalclub is het in 2018 opgeleverde Diyarbakır Stadion. Het onderkomen heeft plaats voor 33.000 toeschouwers. Naast hun voetbalbranche, heeft de club ook een volleybal-, basketbal-, atletiek- en taekwondobranche. Amed Sportif wordt gesteund door de gemeente Diyarbakır.

Diyarbakır ligt in Zuidoost-Anatolië.

## Geschiedenis
Amed Sportif Faaliyetler Kulübü komt voort uit de in 1972 opgerichte club Melikahmet Turanspor, waarvan de naam mede te danken was aan de sponsor van het team; Turan Gazozlar. De clubkleuren waren rood en wit. Na de terugtrekking van de sponsor in 1985 ging de club door onder de naam Melikahmetspor. 
In 1990 werd de club overgekocht door de gemeente Diyarbakır, de club heette voortaan: Diyarbakır Belediyespor. De clubkleuren wijzigden in groen en wit. Nadat in 1993 Diyarbakır de titel "Grootgemeente" verkreeg veranderde de naam naar Diyarbakır Büyükşehir Belediyespor. In 1996 werden de clubkleuren rood en geel. In 1999 veranderde burgemeester Feridun Çelik de clubnaam naar Diyarbakır Büyükşehir Belediyesi DİSKİspor, zodat de club inkomsten kon genereren via de Provinciale Waterstaat DİSKİ. In 2010 veranderde de clubnaam weer, na wijziging van de statuten, naar Diyarbakır Büyükşehir Belediyespor. Op de algemene ledenvergadering van 19 mei 2013 wijzigden de kleuren in groen en rood. 
De allerlaatste naamswijziging vond op 7 juli 2015 plaats. De club zou vanaf nu Amed Sportif Faaliyetler Kulübü heten, wit werd toegevoegd aan de clubkleuren. In een voorgaand stadium werd door de Turkse voetbalbond TFF de naamsverandering naar Amedspor niet gehonoreerd, omdat er al een club diezelfde naam had (stamnummer 016081).

## Gespeelde divisies
- TFF 2. Lig: 2007-2010, 2013-
- TFF 3. Lig: 1994-2007, 2010-2013
- Amateurreeksen: 1972-1994

## Bekende (ex-)spelers
- Abdulaziz Demircan